# Учительская улица (Тверь)
Учи́тельская улица — улица в Центральном районе Твери. Находится в исторической части города Затьмачье.

## География
Учительская улица начинается от улицы Ефимова и продолжается в юго-западном направлении. Пересекает улицы Дмитрия Донского, переулок Трудолюбия и Беляковский переулок, после чего упирается в 1-й Головинский вал.
Общая протяжённость Учительской улицы составляет около 800 метров.

## История
Учительская улица возникла в 1770-х годах в ходе регулярной застройки района Затьмачье. Первое название улицы неизвестно. В начале XIX века 1-й квартал сокращён в связи со строительством так Духовной семинарии, после чего улица стала называться Семинарской. В начале XIX века улица была продлена на один квартал в другую сторону.
Семинарская улица застраивалась малоэтажными домами, главным образом деревянными. В 1903 году чётную сторону последнего квартала занял литейный завод (стать и чугун) товарищества Зверинцева.
В 1919 году советские власти переименовали улицу по учительскому институт, который стал находиться в здании духовной семинарии.
В 1950-х годах в начале нечётной стороны был построен кожно-венерологический диспансер.
В течение 1970-х годов была снесена застройка от Беляковского переулка до улицы Дмитрия Донского; там были построены жилые пятиэтажные дома.
В 2002 году были снесены оставшиеся деревянные дома улицы, вскоре на их местах выстроен многоэтажный жилой д. № 6.

## Здания и сооружения
Здания и сооружения улицы, являющиеся объектами культурного наследия:
- Дом 22 — Дом Зенцовых. Построен в 1836 году, в конце XIX века пристроена каменная кухня (со двора), сарай, сени и ворота[6]. В настоящее время уничтожен, на его мечте построен 10-ти этажный дом.
- Дом 54 — Завод имени 1 Мая —  исторический памятник.